# Materia medica (Gaozong)
A Materia medica foi um projeto literário de publicação de uma lista oficial completa com texto e desenhos ilustrados para 833 substâncias medicinais diferentes extraídas de diferentes pedras, minerais, metais, plantas, ervas, animais, vegetais, frutas e cereais. Foi encomendado pelo imperador Gaozong da dinastia Tang em 657. O termo deriva do título de uma obra do médico grego antigo Pedanius Dioscorides no século I dC, De materia medica, "Sobre material médico" (Περὶ ὕλης ἰατρικῆς, Peri hylēs iatrikēs, em grego).